# КУКART
Междунаро́дный фестива́ль КУКÁRT — единственный российский некоммерческий и благотворительный фестиваль, посвящённый театру кукол и синтетическому театру.
Создатели — Михаил Хусид и Юрий Нолев-Соболев (1993 год), c 1997 автор фестиваля Давид Семёнович Бурман.
Места проведения фестиваля, начиная с 1993 года: 
- Запасной дворец (Пушкин),
- Царское Село,
- Санкт-Петербург - в период белых ночей один раз в два года (с 22 июня по 6 июля) фестиваль проводится на более одиннадцати сценических и театральных площадках.

## Создание фестиваля

### Состав
- Михаил Хусид и Юрий Нолев-Соболев - создатели фестиваля КУКАРТ
- Давид Семёнович Бурман - автор фестиваля с 1997 года
- Сергей Столяров - первый вице-президент фестиваля, режиссёр и художник театра кукол[3].
- Ирина Павловна Уварова - первый редактор театрального журнала КУКАРТ[4].
- Глеб Фильштинский - первый технический директор фестиваля (1993—1995)[5].
- Николай Якимов - первый музыкальный директор фестиваля, музыкальный руководитель Международной мастерской театра синтеза и анимации «INTERSTUDIO» (1993—1999)[6].
- Леонид Левин - технический директор фестиваля с 2001 года.

Фестиваль КУКАРТ реализуется в рамках программы государственной и общественной поддержки театра для детей и подростков под патронатом Президента Российской Федерации.
в 2019 и в 2021 году получил поддержку Фонд президентских грантов.
Учредители фестиваля: Союз театральных деятелей Российской Федерации, Министерство культуры РФ, Комитет по культуре г. Санкт-Петербурга.
Организатор фестиваля: Президент Международного фестиваля КУКART Давид Бурман.
Партнёры фестиваля: вице-президент Международного фестиваля КУКART Шрайман, Виктор Львович, заведующая кабинетом театров для детей и театров кукол СТД РФ Глазунова Ольга Леонидовна, художник и автор буклета КУКART — Метеличенко Галина.

## Цели фестиваля
- Представление в культурной столице России г. Санкт-Петербурге лучших спектаклей театров кукол России и Зарубежья
- Проведение международных конференций по проблемам театров и синтетических видов искусств
- Проведение мастер классов ведущих специалистов кукольного театра и современного видео-арт направления
- Создание программ культурного туризма
- Создание национальной премии кукольных театров «КУКАRТ»

## История

### КУКART—I (1993)
Фестиваль стал первым опытом совмещения разных видов искусства в рамках одного фестиваля. В нём приняли участие более 60 компаний.

### КУКART—II «Вавилонское смешение языков» (1995)
Результатами интерактивной деятельности участников явились: совместные концерты Владимира Волкова, Вячеслава Гайворонского (Россия) и Хайнца-Эриха Гедеке (Германия), перформансы «Три дня из жизни Андрея Благова» Марины Перчихиной (Москва), Натальи Зубович и Евгении Логиновой («Интерстудио»), Х.-Э. Гедеке (Германия) и Тадаши Эндо (Япония-Германия); спектакли «Смерть — мой друг, или Маленькая смерть» театра «Piraten der Stimme» (Эквадор, Швейцария и Германия), Х.-Э. Гедеке и «INTERSTUDIO»; «Счастье в сундуке» режиссёра Чжан Шоулина (Китай) и актёров «Интерстудио»; «Дон Жуан» Мастерской индивидуальной режиссуры (Москва); выставка «Пушкин встречает Киль» студентов школы Юрия Соболева Россия) и Факультета экспериментальной живописи Ренаты Энгер Fachhochschule (Киль, Германия) и т. д.
Большинство приехавших на фестиваль артистов приняли участие в заключительной акции, входившей в программу ЮНЕСКО и UNIMA «Шаги мира».

### КУКART—III (1997)
Ему предшествовали уоркшопы, которые начались 15 июня и продолжались в течение всего фестиваля. Программы были связаны с празднованием юбилея (50 лет) музыканта и композитора Владимира Тарасова (Литва).
В фестивале приняли участие театры из Австрии, Швейцарии, Израиля, России. Музыка: Владимир Тарасов, Heinz — Erich Goedicke, Espe Alma Tadema, Dror Failer, Саинхо, Юрий Касьяник, Майя Архипенко, Владимир Резицкий, Владимир Волков, Вячеслав Гайворонский и др. Визуальные искусства были представлены Санкт-Петербургскими галереями «21» и «103», московскими галереями («XL», «Паук и Мышь» и др.) художники Абалакова и Жигалов, Е. Елагина, И. Макаревич, М. Перчихина, Г. Литичевский, Л. Горлова, К. Звездочётов, фотографы А. Забрин и Т. Либерман(Москва), В. Шабуров и А. Голыздрин (Екатеринбург), С. Флор (США), группа «Запасный выход» (Интерстудио) и др.
«Оригинальность фестиваля КУКART, — как писал испанский журнал „Malic“, — лежит в основах его философии. Она базируется на том, что известно как синтетический театр». В своеобразном «алхимическом» сплаве происходит сочетание и взаимопроникновение невероятно отдаленных и разнообразных художественных форм, языков и жанров в едином сценическом произведении. Неделя Свободного Искусства завершилась, но взаимодействие между различными областями современной культуры продолжается.

### КУКART—IV (1999)
В сфере интересов КУКART—IV оказались театры из «Ближнего зарубежья» и из стран бывшего «социалистического лагеря». Другой особенностью программы фестиваля стала тесная связь его программ с культурной жизнью Санкт-Петербурга и Пушкина. Два фестиваля — Кукарт и «Солнцеворот» одновременно открылись 18 июня на Дворцовой площади Санкт-Петербурга. Многие спектакли театров, приглашённых на КУКART-IV, прошли в театрах Санкт-Петербурга: «Приют комедианта» и в «Открытом театре».
КУКART предоставил свою сцену танцевальным театрам «Академия тишины», «Игуана данс» и «Лесной дом» из Санкт-Петербурга, «Плантация» из Москвы, «Секонд хэнд» из Ярославля и другие образовали в рамках КУКART-а минифестиваль групп, работающих в области танцевального перформанса и контактной импровизации.
В залах Интерстудио развернулась международная выставка визуальных искусств. Художники из Швейцарии, Германии, Москвы и Санкт-Петербурга представили в своих работах самые актуальные художественные явления.
Музыкальную программу фестиваля составили петербургские группы «Вермишелли оркестра», «Z — ансамбль», Оркестр «Бахадур», «Ренессанс вингс», и дуэт Вячеслава Гайворонского и Эвелины Петровой. Из Москвы приехали: валторнист Аркадий Шилклопер, трио экспериментальной музыки «Е 69» Константина Аджера. Швейцарский пианист и композитор Джон Вольф Бреннан (John Wolf Brennan) показал программу «хорошо препарированный клавир», а «Новый художественный ансамбль» из Челябинска (Лев Гутовский и Сергей Белов) — свой новый электронный проект «Упражнения для пустой головы».

### КУКART-V (2001)
Фестиваль концентрировался исключительно кукольных театрах. Визуальные искусства были представлены движением независимых галерей Artists-run spaces. «Запасная галерея» в Пушкине принимала в своих залах московские галереи Escape и Spider & Mouse. В рамках фестиваля прошёл воркшоп, посвященный пиар-технологиям и театру, привлекший участников из России, Польши, Литвы, Чехии и Монголии.

### КУКART—VI (2003)
В театральной программе фестиваля были представленты спектакли театров кукол России, Беларусси, Украины, Литвы, Эстонии, Казахстана, Польши, Германии, Франции, Швейцарии и т. д. Были проведены мастер-классы ведущих кукольников России и стран ближнего и дальнего зарубежья, художественно-режиссёрская лаборатория Ирины Павловны Уваровой .
Состоялся джейм-сейшн, посвященный памяти Юрия Соболева. Были представлены видеоинсталляции из Германии «Комната Обломова» и проект художников из Швейцарии «Emergency — Emergency — Gallery». Участвовали И. Макаревич и Е. Елагина (Москва), Г. Литичевский (Берлин — Москва), Ольга и Александр Флоренские (Санкт-Петербург). Была размещена экспозиция ТВ-галереи (Москва) и Техно-Арт-Центра (Санкт-Петербург).
В связи с международной конференцией "Перформанс, ритуал, исцеляющее искусство"во время фестиваля прошел показ перформансов эстонской группы Non Grata, художников групп «Запасный выход», «Новые тупые» и Глюкля и Цапля, а также участников мастер класса «Перформанс и исцеляющее искусство». Основной темой в музыкальном разделе стала современная музыкальная культура и национальная идентичность. Были приглашены музыканты из Литвы, Германии, Швейцарии и Японии.

### КУКART—VII «Фестиваль фестивалей» (2005)
В программе были представлены спектакли театров кукол, получившие национальную премию «Золотая маска», признанные на региональных фестивалях «Рязанские смотрины», «Воронежские посиделки», «Ивановский муравейник», «Чаепитие в Мытищах» и т. д.
Впервые приняли участие театры кукол из Ирана и Словении, Ровенский государственный театр кукол из Западной Украины и театр «Кулиска» Нового Уренгоя. На фестиваль прибыли представители фестивалей из Германии «фестиваль театров малых городов», Армении HIGH FEST, Дании. В рамках фестиваля в музее им. Ф. М. Достоевского была представлена Труппа Паскье-Россье (Швейцария) с проектом «Ворон с четырьмя лапами» по Д. Хармсу.
Состоялось вручение первой специальной премии «КУКART».

### КУКART-VIII (2007)
Собрал коллективы из 14 стран, на сценах Санкт-Петербурга 35 театров показали 44 спектакля.
Впервые в России было показано представление кукольников Тегерана. В рамках фестиваля ГЦАТК имени С. В. Образцова, отметивший своё 75-летие, сыграл спектакль «Лучшее из Образцова». В программу фестиваля входили синтетические проекты театральных коллективов> петербургского «ProВода — theatre» и швейцарской Компании Дрифт.

### КУКART—IX (2009)
Показ программы спектаклей театров кукол по произведениям А. П. Чехова в рамках подготовки празднования 150-летия со дня рождения.
В программе было проведение Фестиваля марионеток КУКART—IX, посвящённого 90-летнему юбилею репертуарного Санкт-Петербургского государственного театра марионеток имени Евгения Деммени

### КУКART—X (2011)
В ноябре 2009 года на заседании Комиссии по европейским театрам кукол Международного союза деятелей театра кукол (UNIMA), который состоялся в Оулу (Финляндия), было получено право провести XII Международный фестиваль театров кукол стран Балтийского моря в Санкт-Петербурге с участием представителей 12 стран.
Участниками фестиваля были театры кукол стран Балтийского моря из России и 11 государств: Германия, Дания, Латвия, Литва, Польша, Финляндия, Швеция, а также приглашённые театры из Норвегии, Исландии.
Фестиваль открылся 22 июня спектаклем «Юный Фриц» театра марионеток им. Е. Деммени (специально восстановленным к 65-летию Великой Победы).
По словам президента фестиваля Давида Бурмана: «Очень важно понять, что Санкт-Петербург как Столица кукольников России город, в котором традиции профессионального театра помогают кукольникам всего мира привлечь внимание зрителей разных возрастов, для развития духовных ценностей»

### КУКART—XI (2013)
Гостями фестиваля КУКART-XI стали театры кукол и артисты из Израиля, Италии, США, Нидерландов, Польши, Белоруссии, Болгарии. Частью программы стала мировая премьера «НИКА» — совместный проект Duda Paiva Company, MAAS Company (Нидерланды) и «Интерстудио» (Санкт-Петербург, Россия) — и показ работ российских театров кукол и театров Санкт-Петербурга. В фестивальную афишу вошли спектакли главных петербургских кукольных театров, включая неоднократных обладателей Высшей национальной театральной премии «Золотая маска» и Высшей театральной премии Санкт-Петербурга «Золотой софит».
Среди участников фестиваля юбилейного года — Театр марионеток им. Е. С. Деммени, Большой театр кукол, Кукольный театр сказки, театры «Бродячая собачка», «Hand Made». Специальные гости фестиваля — театры кукол из Москвы, Белгорода, Озёрска, Кирова, Саратова, Вологды. Отдельной строкой фестивальной афиши стала уже полюбившаяся публике зрелищная уличная программа «Петрушки на Невском».
В рамках фестиваля прошла презентация Специальной премии «Золотой Львёнок» им. Н. И. Никифоровой, учреждённой народным артистом России Владимиром Львовичем Машковым.

### КУКART—XII (2015)
В 2015 году особенностью фестиваля стало представление проекта «Культурный мост Израиль — Санкт-Петербург», в рамках которого была показана песочная анимация социокультурного направления «Одна история» израильского художника-аниматора Евгения Свердлова.
27 июня в течение дня на Малой Садовой улице в самом центре Санкт-Петербурга прошли уличные представления кукольников из Израиля и традиционных кукольников-петрушечников из России — неоднократного Лауреата Высшей театральной премии России «Золотая маска» Театра «Тень» (Москва), монотеатра из Японии — YUKI☆ PUPPET WORKS, Странствующих кукол господина Пэжо, Туркменского государственного кукольного театра, а специальным приглашённым гостем был театр из Крыма — Крымский академический театр кукол.
Событием фестиваля стал проект «Культурный мост Болгария — Санкт-Петербург» — презентация спектаклей, получивших поддержку от Министерства культуры Болгарии — государственные театры кукол из Сливена и Бургаса.
Открыл программу Сахалинский театр кукол со спектаклем по роману современного французского драматурга Эрика-Эмманюэля Шмитта "Оскар и Розовая дама. 14 писем к Богу" -  постановка Народного артиста РФ Станислава Железкина.
В Основной программе фестиваля своё искусство представили театры кукол, лауреаты Международных фестивалей и совместных проектов из Испании (Teatro Los Claveles), Казахстана, Германии и Эстонии. Традиционно показали спектакли главные кукольные театры Санкт-Петербурга и Москвы, включая неоднократных обладателей Высшей театральной премии России «Золотая маска» и Высшей театральной премии Санкт-Петербурга «Золотой софит»: Московский театр «Бродячий вертеп», театры из Санкт-Петербурга — театр марионеток им. Е. С. Деммени, «Кукольный формат», Кукольный театр сказки, театр «Бродячая собачка», театр Hand Made, Негосударственный детский театр «Karlsson Haus», Санкт-Петербургский Детский интеграционный театр «КУКЛЫ. Доступный театр». Заслуженный артист России Андрей Князьков, художественный руководитель Санкт-Петербургского театра пластики рук «Хэнд Мейд», представил свой авторский цикл кукольных представлений — в формате видео.
В торжественной церемонии открытия фестиваля приняла участие Народная артистка России Ирина Мазуркевич.
Закрылся Фестиваль спектаклем «Кошкин дом» Санкт-Петербургского театра марионеток им. Е. С. Деммени.

### КУКART—XIII (2017)
Начинался фестиваль 22 июня в 4 утра спектаклем «Горько-Медовая фотография» Санкт-Петербургского театра кукол «Маленькие Великаны».
Официально открыл фестиваль 22 июня в 14-00 Владимир Мукусев.

### КУКART—XIV (2019)
Фестивалю КУКART – 25 лет. Посвящен 100-летию Санкт-Петербургского театра марионеток имени Евгения Деммени. Юбилейный, 25-й КУКART, в 2019 г. получил поддержку Фонда президентских грантов, а председателем Оргкомитета стал член Совета при Президенте РФ по культуре и искусству, народный артист России Владимир Машков.  Центральное событие фестиваля 100-летие Санкт-Петербургского театра марионеток им. Е.С. Деммени и юбилей Заслуженной актрисы РФ Фаины Костиной. В рамках КУКARTa пройдет научно-практическая конференция «Кукла-марионетка - инновационная форма содействия мира между странами. История и практика». Ведет конференцию – профессор истории кукольного искусства Марек Вашкель (Варшава, Польша) где представит специального гостя Лауреата «Золотой Маски» Виктора Антонова с фантастическими марионетками и проект «Пробуждение» Натальи Сакович (Белосток, Польша поддержанный Польским институтом в Санкт-Петербурге). Участники конференции профессора: С. Абрамс (США), Д. МакКормик (Ирландия), Б. Голдовский (Москва), И. Хелдикова (Словакия), Д. Синигерска (Болгария).
```
  На юбилейный фестиваль-биеннале в город на Неве  приедут представители государственных и негосударственных театров из Европы: Швеции, 
Испании
 «EROR 404», Германии, Польши, Болгарии спектакль «Фильфенка», а также, приглашены специальные гости руководители фестивалей из разных регионов России и Европы, театры стран СНГ: Беларусь (
Минск
) театр Дом Солнца, Казахстан (
Алма-Аты
) спектакль «Сердце Матери». Начинает программу фестиваля в День памяти и скорби 22 июня в 4 утра на Малой Садовой улице спектакль «Сонино сочинение» Липецкого театра кукол.  В этот особенный день зрители увидят Спектакль открытия фестиваля – «Белек» Тувинского республиканского театра кукол (
Кызыл
) и работы кукольников из 
Гомеля
 «Когда я стану Облаком», 
Тольятти
 «Марьино поле». В 14.00 в Доме Актёра им. Станиславского на торжественном открытии Владимир Машков представит учрежденную им в 2011 году именную премию «Золотой Львенок».  На фестивале "Кукла в детских руках" в Новокузнецке премия вручается лучшим детям артистам-кукольникам. Владимир Машков в среде кукольников человек не случайный. Он вырос за кулисами Новокузнецкого театра кукол, где папа работал ведущим актёром, а мама была главным режиссёром поэтому Премия имени Н.И. Никифоровой, и новокузнецкий театр кукол «Сказ» – постоянный участник КУКARTа. Фестивальная программа традиционно состоит из трех разделов: основная, специальная и клубная.
«Петрушки на Невском», специальная и самая популярная программа, 23 июня в самом сердце Петербурга на перекрестке Невского проспекта и Малой Садовой улицы познакомит горожан с традиционными представлениями «Бродячий Вертеп» (Москва), «Вито» из Чебоксар, «Чаплин» из Кирова и других бродячих кукольников из 
Египта
, 
Бразилии
, 
Турции
, 
Чили
, Эстонии, Израиля. Впервые в Россию приглашена чревовещатель-кукольник Ивон Тамака из 
Замбии
 совместный проект с Тамбовским театром кукол. 
В основной программе участвуют международные спектакли-победители международных фестивалей замечательный театр кукол из 
Луганска
, обладатели высших театральных премий России «Золотая маска» и петербургской «
Золотой софит
» петербуржские театры, российские – коллективы из Москвы, 
Пскова
 (театра кукол и театра драмы), 
Оренбурга
 (государственный театр и театр Пьеро), 
Рыбинска
, 
Рязани
, Екатеринбурга, 
Сургута
, Самары. 
В клубной программе заявят о себе негосударственные и экспериментальные театры. Музыкальную часть предложит арт-директор Леонид Левин - в программе новая музыка и перфомансы с участием ведущих мировых музыкантов. 30 июня в Санкт-Петербургском театре им. Деммени фестиваль закрывается спектаклем «Матренин двор» театра кукол из Владимира.</ref>
</ref>
```

### КУКART—XV (2021)
22 июня в 4 утра в День Памяти и Скорби фестиваль откроет спектакль Новосибирского областного театра кукол «Когда папа вернется с войны». 
```
В Основной программе КУКART примут участие лучшие спектакли, получившие признание на российских и международных фестивалях. 26 июня с 12 часов на Малой Садовой улице Специальная программа фестиваля «Петрушки на Невском» представит зрителям всех возрастов учеников-петрушечников: Александра Грефа (руководитель театра «Бродячий вертеп»), израильский театр Вольфсона, совместный проект Новокузнецкого театра кукол «Сказ» и студии особенных детей «Чудаки» из 
Новокузнецка
, Театр «Вито» из Чувашии, марионеток «Звезды на нитях» Леонида Кондакова, уникальных участников из Иркутска, Владивостока, Магнитогорска, Барнаула и многих других. Театр «ТРИ ЧЕТЫРЕ» представляет совместный проект Россия – Израиль моноспектакль «Почему нет рая на земле» и социальный спектакль для незрячих «Разноцветная книга». Клубная программа КУКART представит поклонникам кукольного искусства новые театральные постановки частных театров – Ставропольского независимого театрального проекта, креативных классов «ТАК», студенческие работы выпускников РГИСИ курса Амелы Вученович (
Сербия
), а также спектакль Детского драматического «Театра у Нарвских ворот» – «Пекарня братьев Гримм. Сказка о пряничном домике». Впервые, во время фестиваля, пройдет театральная лаборатория Олега Лоевского «АртМост. Драма и куклы» – образовательный практикум для студентов и слушателей. Это совместная работа трех режиссёров драмы с актёрами, выпускниками и студентами – кукольниками РГИСИ курса Н. Наумова, И. Ласкари и А. Вученович совместно со студентами СПГИК по созданию кратких творческих проектов с куклами. В работе лаборатории примут участие известные режиссёры Роман Габриа, Кирилл Сбитнев и Сергей Мурзин. Результаты работы лаборатории будут представлены на закрытии фестиваля 30 июня в Доме Актёра.Актуальным событием КУКART – XV станет презентация проекта синтетического театра из 
Финляндии
 «AXiiO VR Studio» режиссёра Олега Николаенко при участии 
Бориса Гребенщикова
 в пространстве виртуальной реальности(VR).<ref>
<ref>
```